# Jevgenij Primakov
Jevgenij Maximovič Primakov (rusky Евгений Максимович Примаков; 29. října 1929, Kyjev – 26. června 2015, Moskva) byl ruský politik a diplomat. V letech 1998–1999 byl premiérem Ruska, 1996–1998 ministrem zahraničí, 1991–1996 ředitelem Služby vnější rozvědky.

## Život
Vystudoval ekonomiku a arabistiku. V letech 1956–1970 pracoval jako blízkovýchodní dopisovatel sovětského deníku Pravda a sovětského státního rozhlasu, během kteréžto činnosti plnil zpravodajské úkoly pro KGB. V letech 1970–1977 byl zástupcem ředitele Ústavu světové ekonomie a mezinárodních vztahů Akademie věd SSSR, 1985–1989 jeho ředitelem, 1977–1985 ředitelem Orientálního ústavu Akademie věd SSSR.
Roku 1989 vstoupil do politiky. Byl poté mj. zvláštním emisarem Michaila Gorbačova v Iráku během války v Zálivu roku 1991. Primakov zde využil svých dobrých vztahů se Saddámem Husajnem z doby, kdy plnil na blízkém východě tajné úkoly.
Boris Jelcin ho jmenoval ministrem zahraničí a na deset měsíců na přelomu let 1998 a 1999 předsedou vlády. Ve funkci premiéra ho zastihlo bombardování Jugoslávie leteckými silami NATO. Primakov dostal zprávu o bombardování ve chvíli, kdy letadlem mířil na oficiální návštěvu Washingtonu. Návštěvu však na palubě letadla zrušil a dal pokyn otočit let zpět do Moskvy, v diplomatických kruzích získal tento krok pojmenování „Primakovova smyčka“[zdroj?] či „Primakovova otočka“.

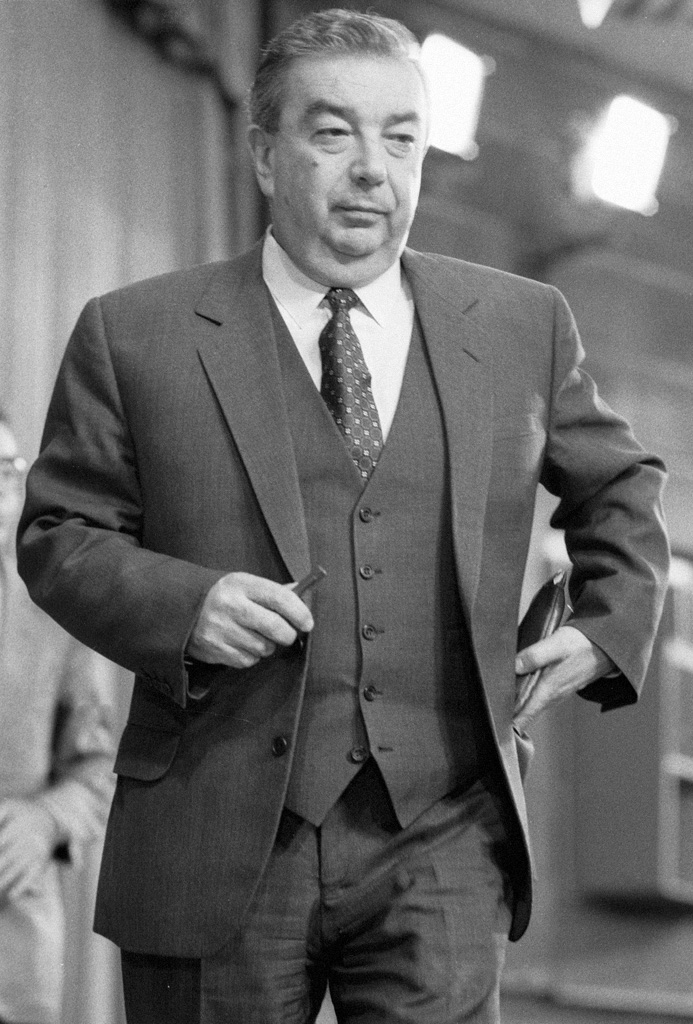
Jevgenij Primakov

Byl v příbuzenském vztahu s bývalým sovětským politikem Alexejem Kosyginem.[zdroj?]

## Vyznamenání
| Stát          | Stuha | Název                                               | Datum udělení      | Poznámka |
| ------------- | ----- | --------------------------------------------------- | ------------------ | --- |
| Bělorusko     |       | Řád přátelství mezi národy                          | 2005, 22. března   | za velký osobní přínos k rozvoji a posílení rusko-běloruských vztahů                                                           |
| Kazachstán    |       | Řád přátelství I. třídy                             | 2007               | |
| Kazachstán    |       | Pamětní medaile 20. výročí nezávislosti Kazachstánu | 2012               | |
| Kyrgyzstán    |       | Řád Danaker                                         | 2005, 22. prosince | za významný přínos k posílení přátelství a spolupráce a k rozvoji obchodních a hospodářských vztahů mezi Kyrgyzstánem a Ruskem |
| Rusko         |       | Řád za zásluhy o vlast III. třídy                   | 1995               | |
| Rusko         |       | Řád za zásluhy o vlast II. třídy                    | 1998, 12. května   | |
| Rusko         |       | Řád za zásluhy o vlast I. třídy                     | 2009, 29. října    | za služby poskytované státu a za velký přínos ruské zahraniční politice                                                        |
| Rusko         |       | Pamětní medaile 850. výročí Moskvy                  | 1997               | |
| Rusko         |       | Řád cti                                             | 2004, 29. října    | za výjimečný přínos k socioekonomickému rozvoji Ruska a za mnoho let usilovné práce                                            |
| Rusko         |       | Řád Alexandra Něvského                              | 2014, 25. října    | za jeho pracovní výsledky a mnoho let usilovné práce a za sociální aktivity                                                    |
| Sovětský svaz |       | Leninův řád                                         | 1986               | |
| Sovětský svaz |       | Řád rudého praporu práce                            | 1975               | |
| Sovětský svaz |       | Řád přátelství mezi národy                          | 1979               | |
| Sovětský svaz |       | Odznak cti                                          | 1985               | |
| Sovětský svaz |       | Medaile Veterán práce                               | 1974               | |
| Tádžikistán   |       | Řád přátelství                                      | 1999               | |
| Ukrajina      |       | Řád knížete Jaroslava Moudrého V. třídy             | 2004, 27. října    | za důležitý přínos k rozvoji ukrajinsko-ruských hospodářských a politických vztahů a při příležitosti jeho 75. narozenin       |

## Dílo
V češtině vyšla roku 2010 jeho kniha Svět bez Ruska? (ISBN 978-80-7360-951-1).